# La Table du Diable
Ne doit pas être confondu avec Table du Diable.
La Table du Diable est une petite île inhabitée de la presqu'île de Sainte-Anne en Martinique située 500 m à l'est de l'îlet Cabrits. Elle appartient administrativement à Sainte-Anne.
Il s'agit d'une petite île volcanique de forme rectangulaire (110 m sur 40 m) présentant un plateau sur des falaises abruptes.